# 凱莉·麥迪遜
凱莉·麥迪遜（英語：Kelly Madison，1967年8月26日—）是一名美國女色情演員、導演、製片人和色情網頁企業家。
麥迪遜與丈夫萊恩共同經營著製片公司413 Productions。

## 早年
凱莉·麥迪遜的父親是演員和特技演員，母親是會計師。麥迪遜也有兩個姐姐。1999年，她在電腦圖像公司遇見了未來的丈夫萊恩（Ryan）。當年，麥迪遜是名32歲的銷售副總裁，萊恩則是名22歲的平面設計師。儘管他們的年齡差異，加上麥迪遜當年還和另一男性交往，但兩人仍相愛並私奔。

## 榮譽
- 2010：F.A.M.E.獎-熟女收藏/熟女之星（提名）[4]
- 2010：F.A.M.E.獎-最喜愛的乳房（提名）[4]
- 2011：XBIZ獎-年度熟女現場（榮獲）[5]
- 2011：AVN獎-最佳網絡明星（榮獲）[6]
- 2013：NightMoves獎-最佳奶子（榮獲；粉絲票選）[7]
- 2015：AVN名人堂[8]

## 圖集

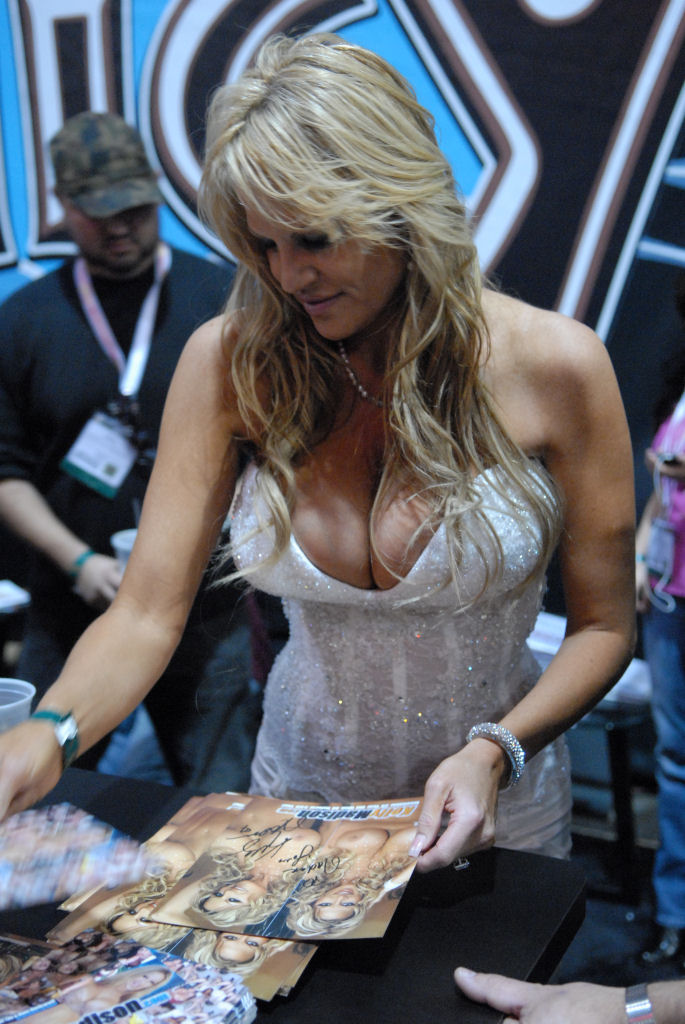
麥迪遜於2008年的AVN成人娛樂博覽會會場
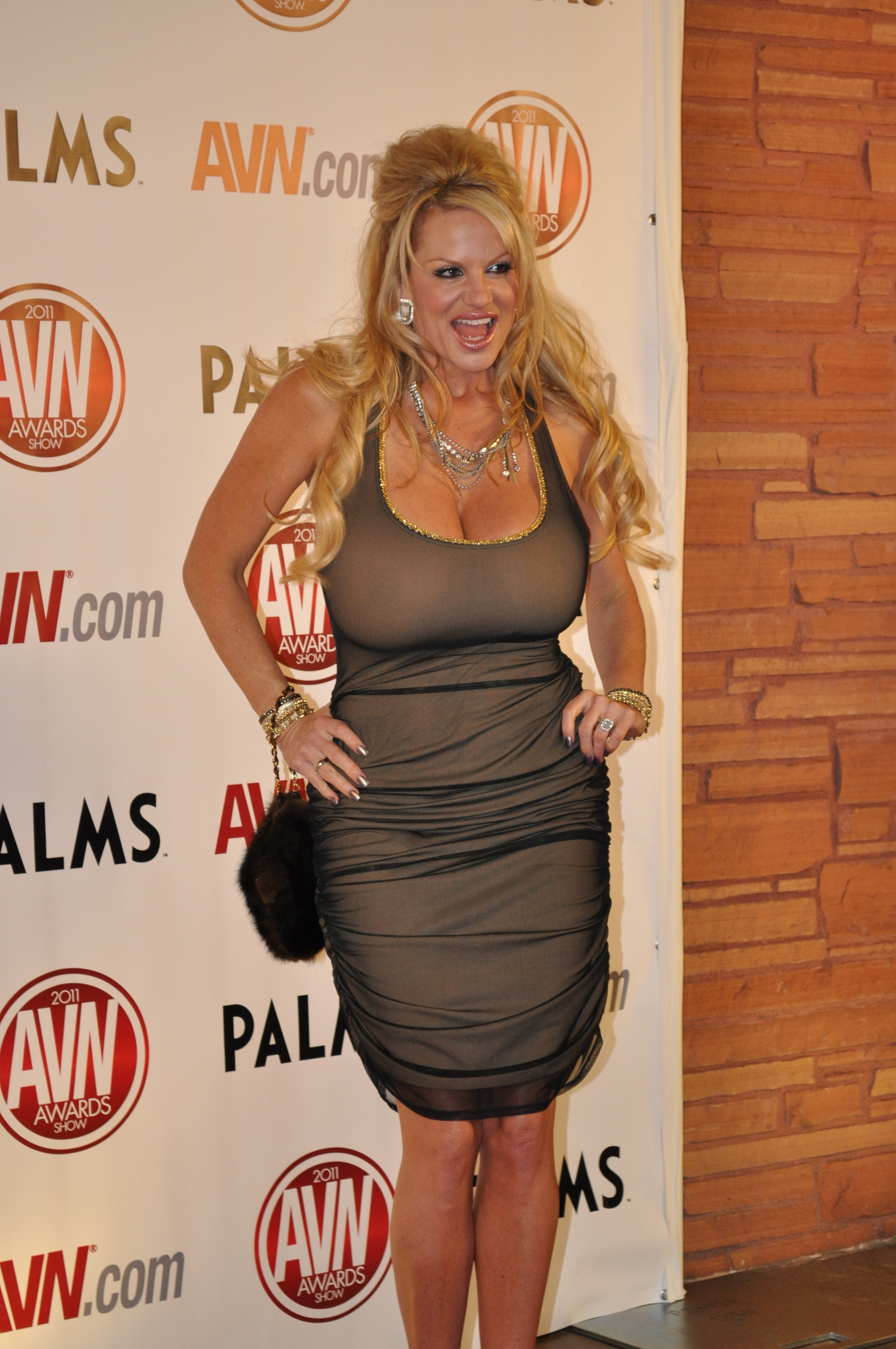
麥迪遜於2011年的AVN成人娛樂博覽會會場

## 外部連結
- 官方网站
- 凱莉·麥迪遜在互联网电影资料库（IMDb）上的資料（英文）
- 凱莉·麥迪遜在網際網路成人電影資料庫
- 成人電影資料庫上凱莉·麥迪遜的资料（英文）